# Voleibol nos Jogos Pan-Americanos de 1963
Os torneios de voleibol nos Jogos Pan-Americanos de 1963 foram realizados entre 21 de abril e 4 de maio de 1963 em São Paulo, Brasil. Foi a terceira edição do esporte no evento, que foi disputado para ambos os sexos.

## Países participantes
Um total de oito delegações enviaram equipes para as competições de voleibol. Brasil, México e Estados Unidos participaram tanto do torneio masculino quanto do feminino. 
| - ARG Argentina - BRA Brasil - CAN Canadá - CHI Chile | - MEX México - URU Uruguai - USA Estados Unidos - VEN Venezuela |

## Medalhistas
| Evento             | Ouro   | Prata          | Bronze    |
| ------------------ | ------ | -------------- | --------- |
| Masculino detalhes | Brasil | Estados Unidos | Argentina |
| Feminino detalhes  | Brasil | Estados Unidos | México    |

## Quadro de medalhas
| Ordem | País               | Medalha de ouro | Medalha de prata | Medalha de bronze |   |
| ----- | ------------------ | --------------- | ---------------- | ----------------- | - |
| 1     | BRA Brasil         | 2               |                  |                   | 2 |
| 2     | USA Estados Unidos |                 | 2                |                   | 2 |
| 3     | MEX México         |                 |                  | 1                 | 1 |
| 3     | ARG Argentina      |                 |                  | 1                 | 1 |
| TOTAL | TOTAL              | 2               | 2                | 2                 | 6 |